# Miagrammopes bifurcatus
Miagrammopes bifurcatus är en spindelart som beskrevs av Dong et al. 2004. Miagrammopes bifurcatus ingår i släktet Miagrammopes och familjen krusnätsspindlar. Inga underarter finns listade i Catalogue of Life.